# Гитон, Жан (философ)
Жан Гитон (фр. Jean Guitton; 18 августа 1901, Сент-Этьен, Франция — 21 марта 1999, Париж) — французский католический философ и теолог, литератор. Член Французской академии.

## Биография
Родился в католической семье в городе Сент-Этьен, Луара, учился в Лионе и Париже. Получил философское образование и учёную степень с работой Время и вечность у Плотина и Аврелия Августина (фр. Le Temps et l'éternité chez Plotin et saint Augustin). Во время Второй мировой войны был в нацистском плену.
В 1954 году был награждён Большой литературной премией Французской академии. С 1955 по 1968 год профессор Сорбонны. В 1961 году стал членом Французской академии. Награждён Большим крестом ордена «За заслуги», орденом Почётного легиона. Был приглашён в качестве наблюдателя на Второй Ватиканский собор. Он первый мирянин, удостоенный этой чести.
В течение жизни написал более ста произведений. Центральная тема его творчества: противоречие между верой и человеческой логикой.

## Список трудов
- Портрет настоятельницы (Portrait d’une mère) (1933)
- Время и вечность у Плотина и Святого Августина (Le temps et l'éternité chez Plotin et Saint Augustin) (1933)
- Философия Лейбница (La philosophie de Leibniz) (1933)
- Актуальность Святого Августина (Actualité de saint Augustin) (1935)
- Современная мысль и католицизм (La pensée moderne et le catholicisme) (1934—1950)
  - Перспективы (Perspectives) (1934)
  - Джон Генри Ньюмен и Ренан (John Henry Newman et Renan) (1938)
  - Мысль о г-не Луази (La pensée de M. Loisy) (1936)
  - Критика критики (Critique de la critique) (1937)
  - Проблема познания и религиозная мысль (Le problème de la connaissance et de la pensée religieuse)
  - Проблема Иисуса и основание христианского свидетельства (Le problème de Jésus et le fondement du témoignage chrétien) (1946)
  - Развитие идей в Ветхом Завете (Développement des idées dans l’Ancien Testament) (1947)
- Портрет г-на Пуже (Portrait de M. Pouget) (1941)
- Оправдание времени (Justification du temps) (1942)
- Основания французского общества (Fondements de la communauté française) (1942)
- Дневник плена (Journal de captivité) (1942—1943)
- Новое искусство мыслить (Nouvel art de penser) (1946)
- Проблема Иисуса (Le problème de Jésus) (1946)
- Временное существование (L’existence temporelle) (1949)
- Дева Мария (La Vierge Marie) (1949)
- Паскаль и Лейбниц (Pascal et Leibniz) (1951).
- Интеллектуальный труд (Le travail intellectuel) (1951)
- Диалоги с господином Пуже (Dialogues avec Monsieur Pouget) (1954)
- Дневник, исследования и встречи (Journal, études et rencontres) (1959 y 1968)
- Церковь и Евангелие (L'Église et l'Évangile) (1959)
- Призвание Бергсона (La vocation de Bergson) (1960)
- Настоятельница в своей долине (Une mère dans sa vallée) (1961)
- Взгляд на собор (Regard sur le concile) (1962)
- Гений Паскаля (Génie de Pascal) (1962)
- Церковь и миряне (L'Église et les laïcs) (1963)
- Свет и Тьма (Le Clair et l’Obscur) (1964)
- Диалоги с Павлом VI (Dialogues avec Paul VI) (1967)
- Развитие западной мысли (Développement de la pensée occidentale) (1968)
- Параллельные образы (Profils parallèles) (1970)
  - Ньюмен и Ренан (Newman et Renan)
  - Паскаль и Лейбниц (Pascal et Leibniz)
  - Тейяр и Бергсон (Teilhard et Bergson)
  - Клодель и Хайдеггер (Claudel et Heidegger)
- Во что я верю (Ce que je crois) (1971)
- Павел VI и Святой год (Paul VI et l’Année sainte) (1974)
- Писать как вспоминаем (Écrire comme on se souvient) (1974)
- Заметки и размышления об Истории (Remarques et réflexions sur l’Histoire) (1976)
- Дневник моей жизни (Journal de ma vie) (1976)
- Евангелие и таинство времени (Évangile et mystère du temps) (1977)
- Евангелие в моей жизни (L'Évangile dans ma vie) (1978)
- Тайна Павла VI (Paul VI secret) (1980)
- Время жизни (Le Temps d’une vie) (1980)
- Суждение (Jugements) (1981)
- Сожженные страницы (Pages brûlées) (1984)
- Абсурд и Мистерия (L’Absurde et le Mystère) (1984)
- Портрет Марты Робен (Portrait de Marthe Robin) (1985)
- Экуменизм (Œcuménisme) (1986)
- Век и жизнь (Un siècle, une vie) (1988)
- Бог и наука (Dieu et la science) (с Игорем и Гришкой Богданоффами), (1991)
- Портрет отца Лагранжа (Portrait du père Lagrange) (1992)
- Те, кто верят в небо и те, кто в него не верят (Celui qui croyait au ciel et celui qui n’y croyait pas) (с Жаком Ланцманом, 1994)
- Грядущее столетие (Le siècle qui s’annonce) (1996)
- Мое философское завещание (Mon testament philosophique) (1997)
- Ultima Verba (1998, с Жераром Прево)